# María Cristina Orantes
María Cristina Orantes (* 30. August 1955 in Mexiko-Stadt) ist eine salvadorianische Lyrikerin.
Die Tochter des guatemaltekischen Schriftstellers und Politikers Alonso Orantes und der salvadorianischen Lyrikerin Elisa Huezo Parades arbeitet als Rechtsanwältin und Notarin. Sie ist Mitbegründerin der Gruppe Poesía y Más, der ersten literarischen Frauengruppe El Salvadors. Ihre Gedichte erschienen in Zeitschriften wie Palabras de la Siempre Mujer und Mujeres en la Literatura Salvadoreña und in Sammlungen wie Colección de Juegos Florales de San Salvador und Revista Ars. Sie veröffentlichte die Gedichtbände Llama y Espina und Paso leve que en el polvo avanza. 
1997 erhielt sie mit dem Gedichtband Confesor de Silencios den Preis der Juegos Florales de Zacatecoluca  und im gleichen Jahr mit dem Gedichtband Voz del Amigo Eterno eine ehrende Erwähnung bei den Juegos Florales de San Salvador, 1999 mit Huellas de Nieblo den Zweiten Preis bei den Juegos Florales de San Miguel und 2000 eine ehrende Erwähnung bei den Juegos Florales de Santa Ana mit der Elegía Cantar del Tiempo en la Tierra.